# Außenministerium (Türkische Republik Nordzypern)
Das Außenministerium der Türkischen Republik Nordzypern, eigentlich Ministerium für Auswärtige Angelegenheiten der Türkischen Republik Nordzypern (türkisch Kuzey Kıbrıs Türk Cumhuriyeti Dışişleri Bakanlığı), ist ein Ministerium der Türkischen Republik Nordzypern. Gegenwärtig wird die Behörde geführt von Tahsin Ertuğruloğlu. Ihr Sitz ist in Nord-Nikosia.

## Aufgabe
Zum Außenministerium gehören die Botschaften und Auslandsvertretungen. Die Lösung des Zypernkonflikts, die Beziehungen zur Europäischen Union, zur Türkei und zu den Vereinten Nationen sind wichtige Ziele.